# Rhytidiella hebes
Rhytidiella hebes är en svampart som beskrevs av P.R. Johnst. 2007. Rhytidiella hebes ingår i släktet Rhytidiella och familjen Cucurbitariaceae.   Inga underarter finns listade i Catalogue of Life.